# Полет 587 на „Американ Еърлайнс“
Полет 587 на „Американ Еърлайнс“ е редовен международен пътнически полет от международното летище „Джон Ф. Кенеди“, Ню Йорк, до международното летище „Лас Америкас“, Санто Доминго. На 12 ноември 2001 г. „Еърбъс A300B4-605R“, който лети по маршрута, се разбива малко след излитане в квартал Бел Харбър на полуостров Рокауей в Куинс, Ню Йорк. Загиват всички 260 души на борда на самолета (251 пътници и 9 членове на екипажа), както и 5 души на земята. Това е вторият най-смъртоносен авиационен инцидент в историята на Съединени американски щати след катастрофата на полет 191 на „Американ Еърлайнс“ през 1979 г. и вторият най-смъртоносен авиационен инцидент с „Еърбъс A300“ след полет 655 на „Иран Еър“.
Местоположението на инцидента и фактът, че се случва два месеца и един ден след атаките на 11 септември срещу Световния търговски център в близкия Манхатън, първоначално пораждат страхове за нова терористична атака, но Националният съвет за безопасност на транспорта приписва катастрофата с прекомерното използване на руля от първия офицер в отговор на турбуленцията от предходния „Боинг 747-400“ на „Джапан Еърлайнс“, който излита минути преди него. Според Националния съвет за безопасност на транспорта, агресивното използване на управлението на руля от първия офицер натоварва вертикалния стабилизатор, докато не се отдели от самолета. Двата двигателя на самолета също се отделят от него преди удара поради интензивните сили.